# 이재용 (영화 감독)
이재용(李在容, 1965년 9월 5일~ )은 한국의 영화 감독이다. 영화 아카데미 재학시절 단편 《호모 비디오쿠스》를 연출하여 주목을 받았다. 이 작품은 샌프란시스코 영화제에서 최우수 단편영화상을 받는 등 다수의 상을 받았다. 1998년 이미숙 이정재 주연의 《정사》로 극영화 감독데뷔를 했다.

## 학력
- 충남고등학교
- 한국외국어대학교 터키어과 학사
- 한국영화아카데미 7기

## 작품
- 단편 《호모 비디오쿠스》 (1991년) 감독, 각본
- 《정사》 (1998년) 감독
- 《순애보》 (2000년) 감독, 각본
- 《스캔들: 조선남녀상열지사》 (2003년) 감독, 각본
- 《사랑의 기쁨》 (2004년) 감독
- 《다세포 소녀》 (2006년) 감독, 각본
- 《귀향》 (2008년) 감독
- 《여배우들》 (2009년) 감독, 각본

## 수상기록
- 《호모 비디오쿠스》 샌프란시스코영화제 최우수단편영화상, 클레르몽페랑영화제 예술공로상, 젊은 비평가상
- 《정사》 후쿠오카 아시아영화제 그랑프리
- 《정사》 제22회 황금촬영상 신인감독상
- 《죽여주는 여자》 2016년 제10회 몬트리올 판타지아국제영화제 각본상